# Katar (zbraň)

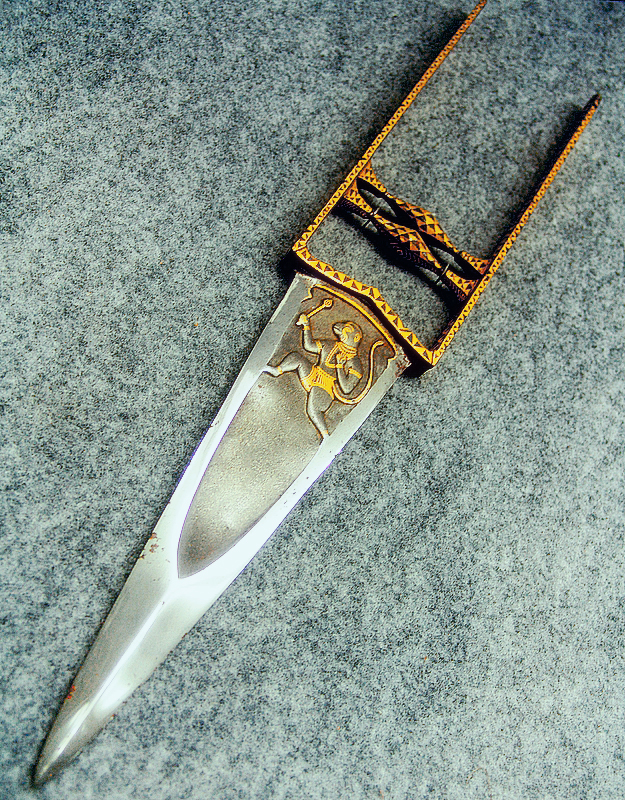
Katar

Katar (tamilsky கட்டாரி – kaţţāri, maráthsky कट्यार – katyaar, hindsky कटार – kaţār, paňdžábsky kataa, též suwaiya jamadhar či bundi) je druh indické pěstní či tlačné dýky. Je to nejznámější a nejcharakterističtější indická dýka.
Katar má poněkud zvláštní konstrukci. Jeho rukojeť je na rozdíl od tradičních dýk tvořena kovovými tyčemi ve tvaru písmene H, takže čepel se nachází před a současně nad bojovníkovými klouby. Podélné části konstrukce rukojeti chrání bojovníkovo předloktí a současně napomáhají fixaci zbraně. Čepel bývá obvykle klínovitá, s kratším, širším tělem a dosahuje běžně délky v rozmezí 10 – 40 cm. Většina těchto dýk má čepel rovnou, v jižní Indii však mívají obvykle zvlněný tvar. Vyskytují se též katary se dvěma či třemi čepelemi (viz Commons).
Katar se užívá převážně při kontaktním boji tělo na tělo, dříve sloužil i k probodávání protivníkova ochranného oděvu. Využívá se též v tradičním indickém bojovém umění Kalarippayattu. Ceremoniální dýky sloužily i k náboženským účelům.